# カニササレアヤコ
カニササレアヤコは、日本のお笑い芸人。サンミュージックプロダクション所属。かつてはワタナベエンターテインメントに所属していた。

## 来歴
神奈川県立湘南高等学校、早稲田大学文化構想学部卒業。早稲田大学内のお笑いサークル『お笑い工房LUDO』出身。
幼少期からお笑いは好きだった。中学時代、文化祭にて友人と共に漫才を披露したことでお笑いの魅力に目覚める。高校生の頃には「お笑い研究会」を立ち上げ、「大学ではコントを書いてみたい」と思うほど正統派の笑いを目指していた。進路を決める際は小説などの創作を取り扱う文化構想学部の堀江敏幸によるゼミで、コントの脚本を書く技術を学びたいと考えて早稲田大学への進学を決める。当時大学生のお笑い大会において日本一に輝いたサークル・お笑い工房LUDOがあったことも、進学を決めた大きな要因であった。
大学入学後はさっそく同サークルに籍を置く。在学当時の先輩には高校時代でも同じ舞台に立ったGパンパンダなどがいた。また1学年下にはアンゴラ村長（にゃんこスター）やラパルフェもいたという。サークルへ入った当初、夢見ていたコント作りに励むものの「自身のしたい笑い」と「得意な笑い」の違いに気付き、仲間の助言も受けて在学中に生み出したのが現在の「お笑い×雅楽」ネタだった。2016年には『なまちゃん』としてR-1ぐらんぷりに出場するも1回戦敗退、翌年は不参加。
大学卒業後にサークル仲間のごく一部はそのままプロの芸人の道を進む一方、芸人ではなく一般職に就く者がほとんどだった。しかしカニササレはどちらも選ばず、会社員と芸人を両立させる道（会社員として働きつつ、芸人の活動も続ける）を選んだ。ちょうど大学を卒業する頃、会社員でも出演できるお笑いライブが日本にでき始めていた。また、芸人一本だと収入面で断念してしまうというケースを多く見てきたこと、アルバイトではなく企業へ就職した方が経済的に安定すること、休日と有給休暇をうまく活用すれば無理せずにお笑いの活動もできることなどを考え、カニササレは芸人を続けていくため就活に励んだ。
最初の就職先はフレキシブルな働き方ができる視点からエンジニア職を選び、その前に独学でエンジニアの基礎と知識を学んだ。だが最初に就職した会社では忙しさのあまりほとんどお笑いの活動には取り組めず副業が禁止されていたため、大学時代から所属していたワタナベエンターテインメントも辞めざるを得なかった。人と接する機会も少なくなり環境を変えなければダメだと考え、同じエンジニア職でもコミュニケーション・ロボット（Pepper）のアプリ開発に携わる会社へ転職した。
2017年、イギリス育ちの日本人と結婚。イギリスでは芸人およびコメディアンは尊敬される立場らしく、仕事の両立に対しては好印象だったという。2024年1月26日、自身の誕生日を以ての離婚をX(旧Twitter)にて発表した。どっちが悪いかといった離婚ではなく、「一般会社員だったのが結婚後急に平安貴族に転身してしまったので、（自分の）貴族人生に付き合わせるのも悪いな」と思っての解散（離婚）という感じだと投稿している。
転職2年目の2018年、R-1ぐらんぷりに大学時代以来二度の出場から決勝進出を果たす。これをきっかけにサンミュージックプロダクションへの所属が決まった。
2022年4月、東京芸術大学音楽学部邦楽科雅楽専攻に進学。同年8月25日、経済誌・Forbes JAPANにて「世界を変える30歳未満の30人」に選ばれる。

## 人物
身長164 cm、体重53 kg。足の大きさ24.5 cm。BWHはそれぞれ81・71・88。
趣味はピアノ、笙（雅楽）、バイオリン、乗馬、書道、登山。特技はプログラミング、ロボットエンジニアリング、絶対音感でなんでもすぐ弾けること。
ITパスポート、漢検準2級、書道児童の部準7段の資格を所持している。
芸名は、よく蚊に刺されるのが由来。

## 芸風
舞台衣装は主に平安装束を身に纏う。
小学生の頃に母が趣味で始めた篳篥からの影響で笙に興味を持ち始め、そこから雅楽と笙を用いたネタを演じる。大学在学中から事務所に所属していたが、その頃漫才やピン芸などネタを披露してもしっくり来ず悩んでいた時に、大学1年の時に母から贈られた笙をネタに取り入れてみたらと思いつき、やってみたらウケたという。持ちネタの1人である東儀秀樹からは公認された。
Pepperとコンビ「アイアンアームズ」を結成し、M-1グランプリへ出場した経験もある。

## 出演

### テレビ番組
- R-1ぐらんぷり2018（フジテレビ）[13]
- ザ・細かすぎて伝わらないモノマネ（フジテレビ）[7]
- 一夜づけ（テレビ東京）[13]
- くりぃむしちゅーのこれこそNo.1（テレビ朝日）- 2020年12月24日 - 「狭すぎるパターン芸人」のコーナーに出演。ウエスPやイージードゥダンサーズ、ふぁのシャープなどを抑えて1位となる[14]。
- ブイ子のバズっちゃいな!（テレビ朝日）- 2021年1月14日深夜
- 芸能界特技王決定戦 TEPPEN（フジテレビ）-2021年10月9日
- ハマスカ放送部（テレビ朝日）- 2022年4月18日深夜
- 激レアさんを連れてきた。（テレビ朝日）- 2022年12月19日深夜
- 題名のない音楽会（テレビ朝日）- 2024年6月30日、2024年12月21日